# Woordworm

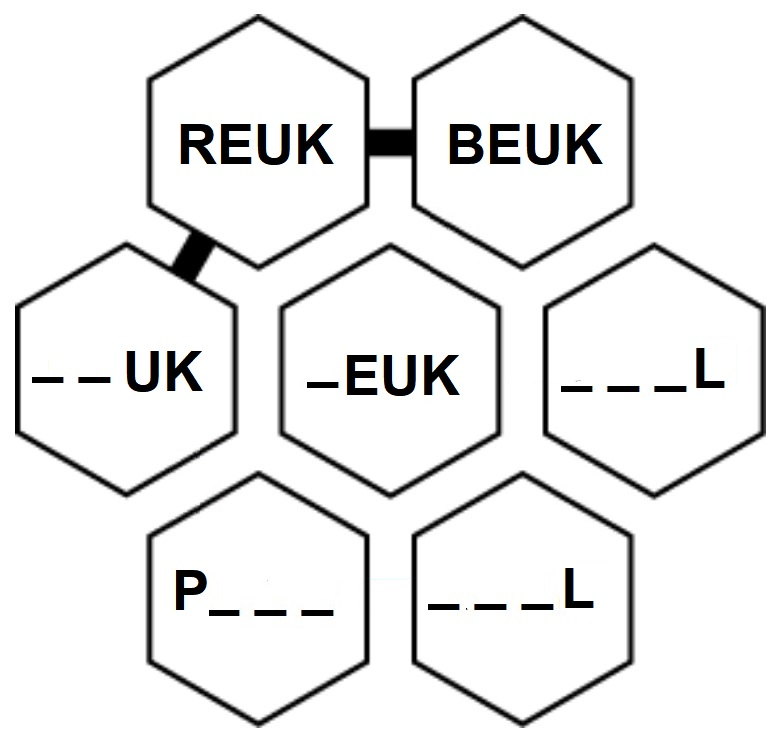
Woordworm van 7 woorden

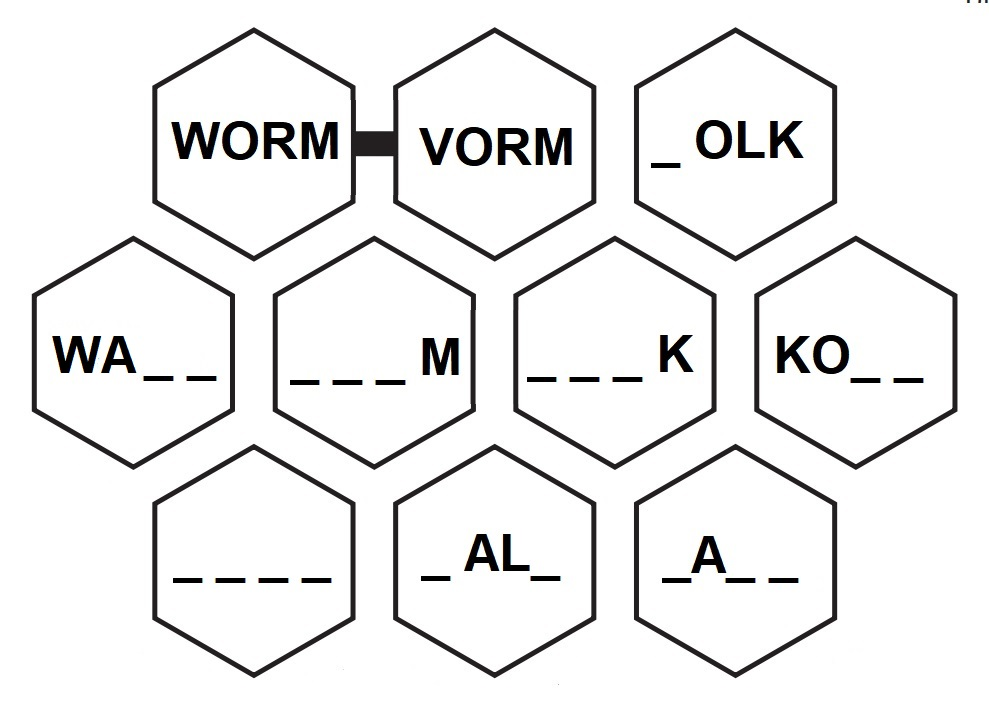
Woordworm van 10 woorden

Een woordworm is een woordpuzzel met vierletterwoorden. Van elk woord moet één letter worden veranderd om een nieuw woord te vormen. Dit gaat zo door totdat alle woorden met elkaar verbonden zijn.
Woordwormen verschenen in 2011 in de Australische krant The Horsham Times in Canberra onder de naam Lord Word Worm. Die driedelige naam geeft al aan wat de bedoeling van de puzzel is. De diagrammen bestaan uit een aantal zeshoeken. In elke zeshoek moet een woord van vier letters worden ingevuld. In de opgave staan binnen de zeskanten een aantal letters ingevuld. Zeshoeken met woorden die een letter verschillen, zijn met elkaar verbonden door een streepje. Elke zeshoek is na afloop verbonden met twee andere zeshoeken. Vooraf zijn in de opgave al een of meer zeshoeken met elkaar verbonden. Verbonden woorden mogen slechts één letter verschillen. De andere drie letters moeten hetzelfde zijn en op dezelfde positie staan (dus niet gehusseld). Woorden mogen niet worden herhaald. Elke puzzel heeft slechts één mogelijke oplossing.

## Digitale vormen
Bij digitale woordwormen zoals die bijvoorbeeld op Facebook te vinden zijn, moet de ‘worm’ naar de onderkant van het scherm kruipen. Letters kunnen worden geselecteerd door erop te klikken en vervolgens op de spatiebalk te drukken, zodat ze ingevoegd worden in een woord. De reeds gebruikte letters verdwijnen dan van het scherm.
Het oplossen van de woordwormpuzzels is een kwestie van logica en strategie. Meestal is de eerste stap bij het oplossen van moeilijke puzzels het verminderen van het aantal mogelijke paden. Dit kan bereikt worden door zoveel mogelijk verbindingen in te vullen. Het kan ook helpen om 'muren' tussen zeshoeken te plaatsen om aan te geven dat een verbinding op die plek onmogelijk is. Als twee aangrenzende zeshoeken bijvoorbeeld meer dan één verschillende letter hebben, is het niet mogelijk om ze samen te voegen. En als de combinatie van de bekende letters van de twee zeshoeken geen Nederlands woord kan opleveren (bijvoorbeeld een paar letters die in het Nederlands nooit samen voorkomen), dan kunnen ze niet aan elkaar gekoppeld worden.

## Oplossingen van de voorbeelden

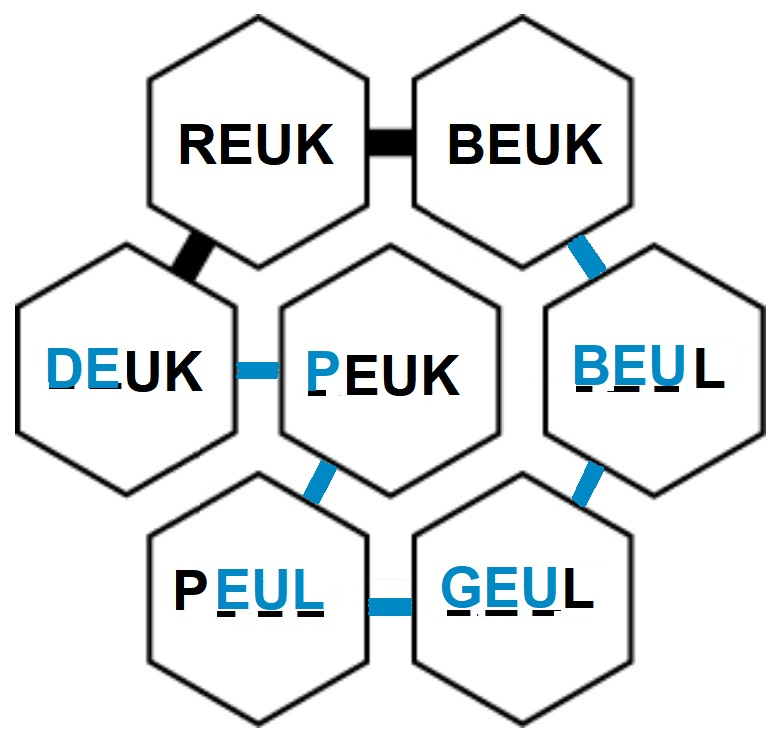
oplossing voorbeeld 1
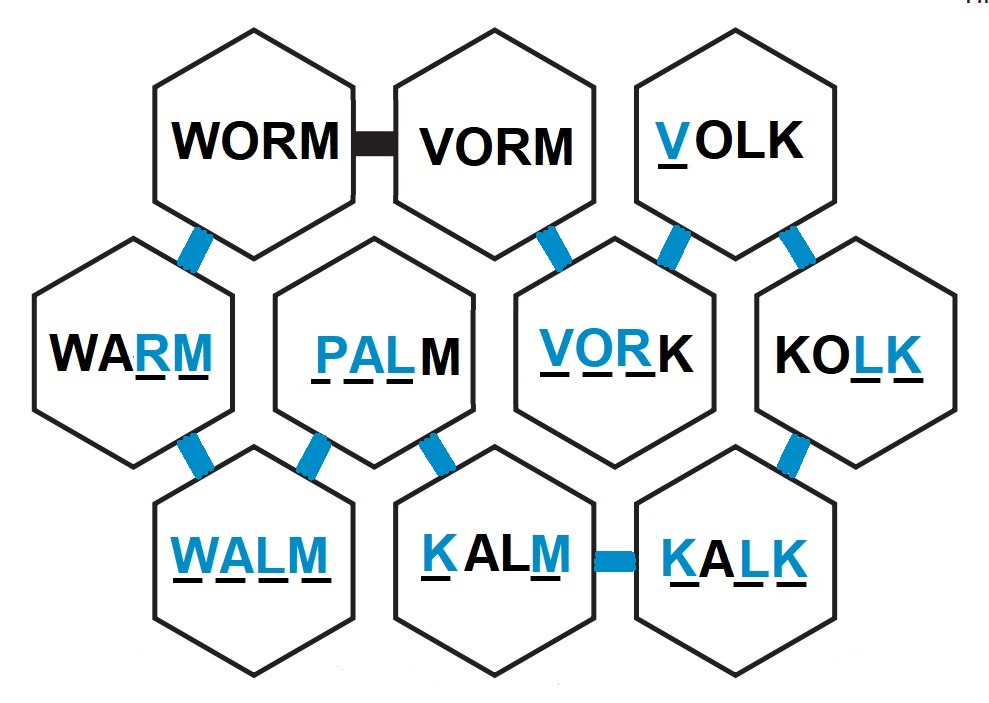
oplossing voorbeeld 2

Aanvulpuzzel
· anagrampuzzel
· citaatpuzzel
· cryptogram
· doorloper
· droedel
· filippine
· hartbrekerpuzzel
· kruiswoordpuzzel
· paardensprong
· paspuzzel
· pentagrampuzzel
· petpuzzel
· rebus
· scrabble
· slashpuzzel
· spiraalpuzzel
· taartpuzzel
· weefpuzzel
· woordritsen
· woordladder
· woordvlechten
· woordworm
· woordzoeker
· wordfeud
· wordle
· wurdian
· Zweedse puzzel